# Генц
Генц (мађ. Gönc) град је у Мађарској. Генц је један од градова у оквиру жупаније Боршод-Абауј-Земплен.
Генц је имао 2.097 становника према подацима из 2001. године.

## Положај града
Град Генц се налази у крајње североисточном делу Мађарске, близу гранцие са Словачком (6 км северно). Од престонице Будимпеште град је удаљен око 240 километара североисточно. Град се налази на североисточном ободу Панонске низије, на реци Хернад. Надморска висина града је око 240 m.